# Watsonia bella
Watsonia bella là một loài thực vật có hoa trong họ Diên vĩ. Loài này được N.E.Br. ex Goldblatt miêu tả khoa học đầu tiên năm 1989.